# Горноятрышник
Горноятрышник, или Ореорхис (лат. Oreorchis; от др.-греч. ὄρεος, oreos — горный и Orchis), — род травянистых растений семейства Орхидные (Orchidaceae), распространённый в Южной, Юго-Восточной, Восточной Азии и на Дальнем Востоке.

## Ботаническое описание
Многолетние травянистые растения с овальными клубнями сближенными в корневище. Листья одиночные, линейно-ланцетные, отходят из вершины клубня. Стебли безлистные с двумя перепончатыми на конце, тупыми влагалищами, заканчиваются многоцветковой кистью.
Цветки поникающие, листочки околоцветника свободные, сходные по внешнему виду, ланцетные, туповатые, о 5—7 жилках. Губа равная им, вниз направленная, трёхлопастная с боковыми лопастями линейными и маленькими, средней лопастью большой и широкой; при основании сверху губа с двумя килеобразновыдающимися пластинками; шпорца нет; колонка длинная, тонкая; пыльник верхушечный, поллинии в числе 4, полушаровидные; завязь прямая на слабо скрученной цветоножке.

## Виды
Род включает 17 видов:
- Oreorchis angustata L.O.Williams ex N.Pearce & P.J.Cribb
- Oreorchis aurantiaca P.J.Cribb & N.Pearce
- Oreorchis bilamellata Fukuy.
- Oreorchis discigera W.W.Sm.
- Oreorchis erythrochrysea Hand.-Mazz.
- Oreorchis fargesii Finet
- Oreorchis foliosa (Lindl.) Lindl.
- Oreorchis indica (Lindl.) Hook.f.
- Oreorchis micrantha Lindl.
- Oreorchis nana Schltr.
- Oreorchis nepalensis N.Pearce & P.J.Cribb
- Oreorchis oligantha Schltr.
- Oreorchis parvula Schltr.
- Oreorchis patens (Lindl.) Lindl. typus[1] — Горноятрышник раскидистый
- Oreorchis porphyranthes Tuyama
- Oreorchis sanguinea (N.Pearce & P.J.Cribb) N.Pearce & P.J.Cribb
- Oreorchis yachangensis Z.B.Zhang & B.G.Huang